# دوشیزگان رومی
دوشیزگان رومی (انگلیسی: Las Damas Romanas) که با نام‌های دیگر از جمله دختران رومی و زنان رومی هم شناخته می شدند. یک نقاشی رنگ روغن بر روی کرباس از نقاش انقلابی فیلیپین خوان لونا می‌باشد که به سال ۱۸۸۲ طرح گردید، این نقاشی زمانی طرح گردید که هنرمند در سال ۱۸۷۷ یکی از دانش‌آموختگان مدرسه نقاشی آکادمی سلطنتی هنرهای زیبای سان فرناندو در مادرید اسپانیا بود.
این اثر لونا امروزه در یک مجموعهٔ خصوصی نگهداری می‌شود.